# Parafia św. Jakuba Starszego Apostoła w Pałecznicy
Parafia Świętego Jakuba Starszego Apostoła – parafia rzymskokatolicka w Pałecznicy (diecezja kielecka, dekanat skalbmierski). Erygowana w 1695. Duszpasterstwo w niej prowadzą księża diecezjalni.